# Leslie Johnson
Leslie George Johnson (London, Engleska, 22. ožujka 1912. – Foxcote, Engleska, 8. lipnja 1959.) je bio britanski vozač automobilističkih utrka. U Formuli 1 je nastupio na Velikoj nagradi Velike Britanije 1950., ali utrku nije uspio završiti. Prvi je vozač u povijesti Formule 1, koji je odustao na prvenstvenoj utrci. Godine 1948. pobijedio je na utrci 24 sata Spa-Francorchampsa, zajedno sa suvozačem Johnom Horsfallom u bolidu Aston Martin DB1. Tijekom relija u Monte Carlu 1954., Johnson je doživio srčani udar, nakon čega je prekinuo utrkivanje. Nakon prekida, kupio je farmu, te nastavio voditi svoju tvrtku Prototype Engineering, koja je proizvodila precizne komponente za tek nastalu nuklearnu industriju. Preminuo je 1959. s 47 godina.

## Vanjske poveznice
- Leslie Johnson - Stats F1
- Leslie Johnson - Racing Sports Cars